# Anchusa arvensis
Anchusa arvensis là loài thực vật có hoa trong họ Mồ hôi. Loài này được (L.) M.Bieb. mô tả khoa học đầu tiên năm 1808.